# Yvan Mendy
Yvan Mendy, né le 21 mai 1985 à Paris, est un boxeur français.

## Biographie
Yvan Mendy commence la boxe anglaise dans le quartier des Terriers à Pont-Sainte-Maxence où il grandit à l'âge de 9 ans,. Passé professionnel en 2006, Mendy est cinq fois champion de France professionnel entre 2013 et 2014,, Yvan Mendy s'incline pour le titre européen des poids légers, battu aux points par le Finlandais Edis Tatli (116-112, 116-112, 117-111) à Helsinki en Finlande. Un mois plus tard, il remonte sur le ring pour combattre le Dominicain Félix Lora au Cirque d'Hiver dans une soirée organisée par Malamine Koné. En décembre, il surprend l'invaincu Luke Campbell à l'O2 Arena en remportant une décision partagée après avoir envoyé le boxeur britannique au tapis d'un crochet du gauche au cinquième round. En 2018, Mendy retrouve Campbell devant 80 000 spectateurs au stade de Wembley lors d'une finale éliminatoire pour le titre WBC et est déclaré perdant sur une décision à la fois serrée et controversée,. Il devient champion WBA Gold des légers. 
En avril 2022, il devient champion d'Europe des poids légers en battant l'Italien Gianluca Ceglia aux points (117-111, 116-111, 116-111),. En décembre, il défend son titre contre l'Ukrainien Denys Berinchyk dans la carte de la troisième confrontation entre Tyson Fury contre Dereck Chisora au Tottenham Hotspur Stadium et s'incline à la décision des juges,.